# Magnús Jónsson í Vigur
Magnús Jónsson í Vigur (født 17. september 1637 i Vatnsfjörður i Vatnsfjarðarsveit i Vestfjordene, død 23. marts 1702 i Vigur) var en velhavende islandsk godsejer. Han er bedst kendt for sin samling af håndskrifter og interesse for både den islandske og udenlandske litteratur. Magnús er ofte nævnt som Magnús í Vigur, fordi hans primære opholdssted i løbet af hans levetid var på en gård på øen Vigur i Vestfjordene. Han kaldes også Magnús digri (den tykke).
Hans forældre var Jón Arason (1606–1673), en luthersk præst som blev uddannet i København, og Hólmfríður Sigurðardóttir (1617–1692). Magnús havde fire søstre – Helga (1638–1718), Ragnheiður den ældste (f. 1639), Ragnheiður den yngre (1646–1715) og Anna (1650–1722) – og fire brødre – Guðbrandur (1641–1690), Sigurður (1643–1730), Oddur (1648–1711) og Ari (1657–1698).

## Uddannelse
Magnús gik i den latinske skole på Skálholt fra 1652 til 1653, men det gjorde han ikke længe nok til at fuldføre sine studier. Hans evner i latin og andre sprog som for eksempel dansk og tysk kan ses i hans bibliotek af tekster, som indeholder blandt andet oversættelser fra disse sprog, nogle af hvilke han skulle selv have lavet.

## Håndskriftsamling
Magnús samlede et omfattende bibliotek af islandske og europæiske tekster, inklusiv middelalderlige fortællinger, sagaer af alle litterære genrer, afskrifter af trykte tekster om geografi og etnografi, samt familiemedlemmers digte.
Håndskrifterne der er forbundet med Magnús Jónsson í Vigur er vigtige, fordi teksterne, der er bevaret i dem, menes at repræsentere et øjebliksbillede af den litteratur, der fandtes i 1600-tallets Island. Håndskrifterne giver også indblik i landets tidlige moderne litterære landskab og hvordan håndskrifterne blev fremstillet. Det er blevet sagt om blot ét af disse håndskrifter (AM 148 8vo, den berømte poesibog Kvæðabók úr Vigur), at det "viser i tværsnit den slags poesi, både gammel og ny, som menes at være mest aktuel i Island i slutningen af 1600-tallet".